# 岳州戰鬥
岳州戰鬥發生於1921年8月28日，地點則是在中國湖南北部岳州一帶。是北洋政府時期內戰之一，也是湘鄂戰爭的一部份。交戰兩方為湘軍及直軍24師。戰鬥結束後，攻擊之直軍獲勝，兩軍達成停火協議，湘鄂戰爭結束。